# Дакота (Міннесота)
Дакота (англ. Dakota) — місто (англ. city) в США, в окрузі Вінона штату Міннесота. Населення — 295 осіб (2020).

## Географія
Дакота розташована за координатами 43°54′58″ пн. ш. 91°21′36″ зх. д. / 43.91611° пн. ш. 91.36000° зх. д. (43.916124, -91.360047).  За даними Бюро перепису населення США в 2010 році місто мало площу 2,54 км², з яких 1,68 км² — суходіл та 0,86 км² — водойми.

## Демографія
Згідно з переписом 2010 року, у місті мешкали 323 особи в 137 домогосподарствах у складі 91 родини. Густота населення становила 127 осіб/км².  Було 151 помешкання (59/км²).
Расовий склад населення:
| - 99,4 % — білих |

До двох чи більше рас належало 0,6 %. Частка іспаномовних становила 0,0 % від усіх жителів.
За віковим діапазоном населення розподілялося таким чином: 22,6 % — особи молодші 18 років, 65,0 % — особи у віці 18—64 років, 12,4 % — особи у віці 65 років та старші. Медіана віку мешканця становила 42,6 року. На 100 осіб жіночої статі у місті припадало 113,9 чоловіків;  на 100 жінок у віці від 18 років та старших — 104,9 чоловіків також старших 18 років.
Середній дохід на одне домашнє господарство  становив 85 483 долари США (медіана — 67 500), а середній дохід на одну сім'ю — 79 799 доларів (медіана — 80 000). За межею бідності перебувало 4,8 % осіб, у тому числі 5,4 % дітей у віці до 18 років та 7,0 % осіб у віці 65 років та старших.
Цивільне працевлаштоване населення становило 192 особи. Основні галузі зайнятості: роздрібна торгівля — 20,3 %, виробництво — 20,3 %, освіта, охорона здоров'я та соціальна допомога — 14,6 %, будівництво — 10,9 %.